# Craig Olejnik
Craig Olejnik (Halifax, Nova Escócia, 1 de junho de 1979) é um ator canadense. Ele é mais conhecido por seu papel na série de televisão The Listener como Toby Logan, no qual ele interpreta um paramédico jovem com o poder de ler a mente dos outros (daí o título da série) e ver os eventos que acontecem do seu ponto de vista. Entre os seus trabalhos anteriores estão Runaway, 13 fantasmas, Museu de Margaret, e Wolf Lake. É também diretor, roteirista e produtor do filme Entrevista com um Zombie.
Filme

Ano
Filme
Papel
Notas

1995
Margaret's Museum
Jimmy MacNeil

1999
Teen Sorcery
Michael Charming

2001
13 Fantasmas
Royce Clayton, The Torn Prince

2002
Flower & Garnet
Carl

2005
Interview with a Zombie
Interviewer
Director, guionista y productor

2006
Obituary
Luke
TV Movie

2007
In God's Country
Frank
Telefilm

2009
The Timekeeper
Martin Bishop